# Marlboro (Vermont)
Marlboro ist eine Town im Windham County des Bundesstaates Vermont in den Vereinigten Staaten mit 1722 Einwohnern (laut Volkszählung von 2020).

## Geografie

### Geografische Lage
Marlboro liegt im Süden des Windham Countys, am Rand der Green Mountains. Mehrere kleinere Bäche fließen durch das Gebiet der Town, zudem gibt es mehrere Seen. Der größte ist der Sunset Lake im Nordosten. Im Südosten liegt der South Pond. Höchste Erhebung ist der 607 m hohe Lyman Hill.

### Nachbargemeinden
Alle Entfernungen sind als Luftlinien zwischen den offiziellen Koordinaten der Orte aus der Volkszählung 2010 angegeben.
- Norden: Townshend, 21,0 km
- Nordosten: Putney, 23,0 km
- Osten: Brattleboro, 14,5 km
- Südosten: Vernon, 20,0 km
- Süden: Halifax, 9,0 km
- Südwesten: Readsboro, 21,0 km
- Westen: Wilmington, 12,0 km
- Nordwesten: Dover, 16,5 km

### Klima
Die mittlere Durchschnittstemperatur in Marlboro liegt zwischen −7 °C (19 °Fahrenheit) im Januar und 20,5 °C (69 °Fahrenheit) im Juli. Die Schneefälle zwischen Oktober und Mai bei einem Spitzenwert im Januar von 40 cm (16 inch) liegen mit rund zwei Metern etwa doppelt so hoch wie die mittlere Schneehöhe in den USA. Die tägliche Sonnenscheindauer liegt am unteren Rand des Wertespektrums der USA.

## Geschichte
Die Gemeinde wurde am 29. April 1751 durch Gouverneur Benning Wentworth zur Besiedlung ausgerufen; der Briten- und Indianerkriege wegen, die zu diesem Zeitpunkt in der Gegend stattfanden, konnte die Landnahme aber nicht angetreten werden. Dieselbe Gruppe aus Northampton (Massachusetts) erhielten den Zuschlag für das Gebiet erneut am 21. September 1761 und schließlich am 17. April 1764. Die Besiedlung der Town begann ab April 1763. Die konstituierende Stadtversammlung fand am 8. Mai 1775 statt.

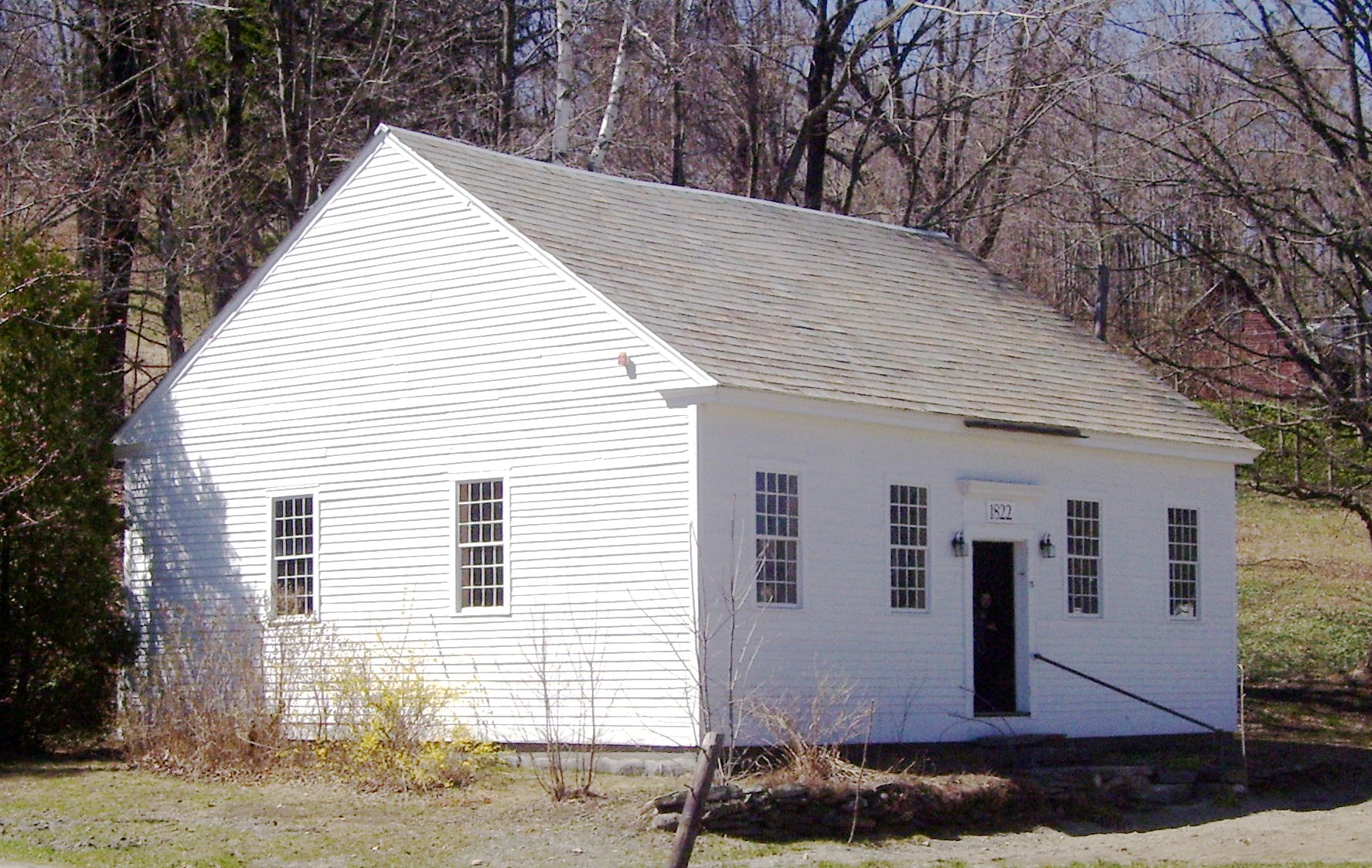
Town House

Das Town House von Marlboro wurde 1822 errichtet. Genutzt wurde es für die Stadtversammlungen. Errichtet wurde es in der Nähe der ersten Kirche der Town. Beide Gebäude wurden zwischen 1836 und 1844 an die South Road verlegt. Nachdem das Town House im Jahr 1966 durch einen Schneepflug getroffen wurde, wurde es erneut versetzt, an seinen heutigen Standort.
Die Wirtschaft Marlboros war von Beginn an bis heute stark landwirtschaftlich geprägt. Industrie kam nur in Form von einigen Wassermühlen vor, die an den Wildbächen der Umgebung standen. Bedingt durch die leicht gebirgige Oberfläche der Town kam Viehzucht nur in relativ geringem Ausmaß in Frage; besonders wichtige Feldfrüchte waren um 1840 Kartoffeln, Hafer und Mais. Diese Bewirtschaftung ist, wenn auch mit größerer Vielfalt von Produkten, bis heute weitgehend gleich geblieben.

### Religionen
Die erste Kirche, die Congretional Church, wurde bereits 1778 geweiht und 1820 neu erbaut. Der erste Gemeindesaal folgte 1779. Die wichtigste Gemeinde stellt die United Church of Christ; einige andere Religionsgemeinschaften bilden weitere kleine Gemeinschaften.

### Einwohnerentwicklung
| Volkszählungsergebnisse – Town of Marlboro, Vermont | Volkszählungsergebnisse – Town of Marlboro, Vermont | Volkszählungsergebnisse – Town of Marlboro, Vermont | Volkszählungsergebnisse – Town of Marlboro, Vermont | Volkszählungsergebnisse – Town of Marlboro, Vermont | Volkszählungsergebnisse – Town of Marlboro, Vermont | Volkszählungsergebnisse – Town of Marlboro, Vermont | Volkszählungsergebnisse – Town of Marlboro, Vermont | Volkszählungsergebnisse – Town of Marlboro, Vermont | Volkszählungsergebnisse – Town of Marlboro, Vermont | Volkszählungsergebnisse – Town of Marlboro, Vermont |
| Jahr                                                | 1700                                                | 1710                                                | 1720                                                | 1730                                                | 1740                                                | 1750                                                | 1760                                                | 1770                                                | 1780                                                | 1790                                                |
| --------------------------------------------------- | --------------------------------------------------- | --------------------------------------------------- | --------------------------------------------------- | --------------------------------------------------- | --------------------------------------------------- | --------------------------------------------------- | --------------------------------------------------- | --------------------------------------------------- | --------------------------------------------------- | --------------------------------------------------- |
| Einwohner                                           |                                                     |                                                     |                                                     |                                                     |                                                     |                                                     |                                                     |                                                     |                                                     | 629                                                 |
| Jahr                                                | 1800                                                | 1810                                                | 1820                                                | 1830                                                | 1840                                                | 1850                                                | 1860                                                | 1870                                                | 1880                                                | 1890                                                |
| Einwohner                                           | 1087                                                | 1245                                                | 1296                                                | 1218                                                | 1027                                                | 896                                                 | 741                                                 | 665                                                 | 553                                                 | 495                                                 |
| Jahr                                                | 1900                                                | 1910                                                | 1920                                                | 1930                                                | 1940                                                | 1950                                                | 1960                                                | 1970                                                | 1980                                                | 1990                                                |
| Einwohner                                           | 448                                                 | 442                                                 | 300                                                 | 255                                                 | 225                                                 | 311                                                 | 347                                                 | 592                                                 | 695                                                 | 924                                                 |
| Jahr                                                | 2000                                                | 2010                                                | 2020                                                | 2030                                                | 2040                                                | 2050                                                | 2060                                                | 2070                                                | 2080                                                | 2090                                                |
| Einwohner                                           | 978                                                 | 1078                                                | 1722                                                |                                                     |                                                     |                                                     |                                                     |                                                     |                                                     |                                                     |

## Wirtschaft und Infrastruktur

### Verkehr
Die Vermont State Route 9 führt in Westöstlicher Richtung durch die Town von Wilmington im Westen nach Brattleboro im Osten. Die nächste Amtrak Station befindet sich in Brattleboro.

### Öffentliche Einrichtungen
In Marlboro gibt es kein eigenes Krankenhaus. Das nächstgelegene Krankenhaus ist das Brattleboro Memorial Hospital in Brattleboro.

### Bildung

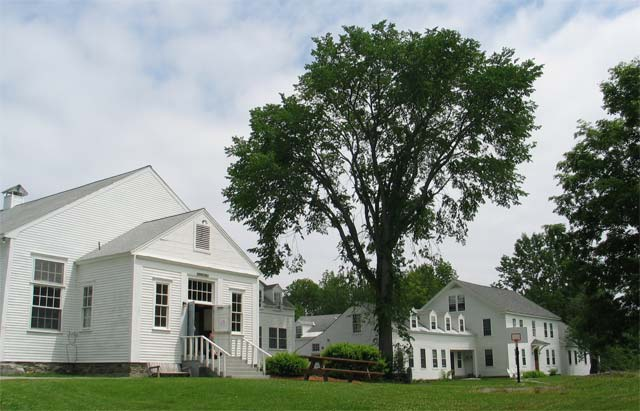
Marlboro College

Marlboro gehört zur Windham Central Supervisory Union. In Marlboro befindet sich die Marlboro Elementary School. Sie bietet Schulbildung vom Kindergarten bis zum Abschluss der achten Klasse.
Neben der Grundschule findet sich auch das 1946 gegründete Marlboro College, eine Kunsthochschule mit 330 Studienplätzen. Das zuständige Krankenhaus befindet sich in Brattleboro. Das Marlboro College wurde 1946 von drei Bürgern der Stadt gegründet, um aus dem Zweiten Weltkrieg zurückkehrenden Veteranen eine Ausbildung zu ermöglichen. Das seit 1951 bestehende alljährliche Marlboro Music School and Festival wird zurzeit von Mitsuko Uchida und Richard Goode geleitet.
In Marlboro gibt es keine eigene Bücherei. Die nächstgelegenen befinden sich in Guilford, Jacksonville und Wilmington.

## Persönlichkeiten

### Söhne und Töchter der Stadt
- Newel K. Whitney (1795–1850), Bischof der Mormonen
- Edson B. Olds (1802–1869), Politiker
- Porter Ingram  (1810–1893), Jurist und Politiker
- Chauncey N. Olds (1816–1890), Jurist und Politiker
- Daniel Halladay (1826–1916), Ingenieur und Erfinder

### Persönlichkeiten, die vor Ort gewirkt haben
- Tasha Tudor (1915–2008), Buchillustratorin und Kinderbuchautorin